# 2001 SC170
2001 SC170, aussi connu comme 2018 HP1, est un astéroïde Amor en résonance de moyen mouvement 17:5 avec la Terre.